# Jean Pierre Goulard
Jean Pierre Goulard (7 de juliol de 1948 Malestroit (Bretanya)) és un antropòleg francés.
Doctor en Antropologia Social, és membre de l'equip de recerca en Etnologia Ameríndia UPR 324 i va ser investigador al Laboratoire d'Anthropologie et de Sociologie Comparée, centre d'enseignement de recherche en Ethnologie Amérindienne EREA/ CNRS (de 2000 a 2011). Des del 2011 fins avui dia és investigador associat a l'equip Mondes Américains UMR 8168 Ecole des Hautes Etudes en Sciences Sociales (EHESS).
Especialista dels Tikuna, grup amerindi repartit entre tres països (Colòmbia, Brasil i Perú), ha publicat un estudi sobre la construcció i la percepció del cos dins d'aquest grup ètnic. Actualment dirigeix, junt amb M.E.Montès, lingüista de la Universitat Nacional de Colòmbia, un equip d'estudiants i de col·laboradors indígenes, la transcripció d'històries recollides al voltant dels últims narradors tikuna. També dirigeix investigacions sobre el terreny amb relació a les diferents formes i orientacions infundades per la religió en el si del mateix grup ètnic. Per acabar, també es dedica a investigacions etnohistòriques referents al Nord-Oest Amazònic. Des del 2004, és professor a l'IMANI -Institut Amazònic d'Investigacions, UNAL-Universitat Nacional de Colòmbia- Seu Amazonia, Maestria en Estudis Amazònics: Història i Cultures Amazòniques, Desenvolupament Regional, Etnologia i Lingüística.
Els seus temes d'investigació són: Antropologia del Cos, Etnohistòria i Antropologia de la Religió.

## Les obres de Goulard

### Llibres
(2011) El Nor-Oeste Amazónico en 1776. Expediente sobre el cumplimiento de la Real Cédula dada en San Ildefonso a 2 de septiembre de 1772. Compilación, introducción y notas, Universidad Nacional de Colombia, Leticia.
(2009) De Mortales a Inmortales. El ser en el mundo ticuna de la Amazonía, Institut Français d'Etudes Andines (Treball de l'IFEA, 142)/CAAAP, Lima.

### Direcció de llibres i revistes
(2014 [1928]) (& Patrick Menget), La Religion des Tupinamba et ses rapports avec celle des autres tribus tupi-guarani, Alfred Métraux, Quadrige, PUF, Paris.
(2013) (& M. Brohan, P. Menget, N. Petesch), Alfred Métraux, Ecrits d'Amazonie. Cosmologies, rituels, guerre et chamanisme, CNRS-Editions.
(2011) (& D. Karadimas), Visages des Hommes, Masques des Dieux, Regards d'Amazonie, Bibliothèque de l'Anthropologie, CNRS Editions, Paris.
(2007) Gradhiva 6, (coord.) « Voir et reconnaître : l'objet du malentendu », Musée du Quai Branly, Paris, pp.5-85 

### Llibres col·lectius
(1994) « Los Ticuna », Guía Etnográfica de la Alta Amazonía: Mai huna, Yagua, Ticuna, Vol (F. Santos & F. Barclay eds.), FLACSO/IFEA, "serie Colecciones y Documentos", Quito/Lima, pp. 309-442 

### Articles
(2013) « Colores y olores del cuerpo tikuna », Maguare, 27-2, Universidad nacional de Colombia, Bogotá, p. 67-90.
(2013) (& María Emilia Rodríguez Montes), « Los Yurí/Juri-Tikuna en el complejo socio-linguistico del noroeste amazónico », LIAMES - Línguas Indígenas Americanas 13, p. 7–65.
{{format ref}} http://revistas.iel.unicamp.br/index.php/liames/issue/view/144/showToc
(2012) «La metamorfosis ritual: la identidad religiosa en la Amazonia», Revista Colombiana de Antropología, Instituto Colombiano de Antropología e Historia, 48-2: 15-37, Bogotá.
(2010b) «Le sens du poil chez les Tikuna (Amazonie)», Cahiers d'anthropologie sociale 6:117-130, L'Herne, Paris.
(2010a) « El Noroeste amazónico en perspectiva : una lectura desde los siglos V-VI hasta 1767 », Mundo Amazónico 1 : 183-213, Leticia, Colombia 
{{format ref}} http://www.revistas.unal.edu.co/index.php/imanimundo
(2005) « Ethniciser le territoire. Mouvements pendulaires transfrontaliers dans un contexte amazonien », Cahiers des Amériques Latines, 48-49, Institut d'Alts Estudis d'Amèrica Llatina, pp. 147-168.
(2003) « Un objeto ritual: el chine o escudo de baile de los Ticuna », Objects and artefacts in Amazonia, Cipolletti M.-S. & Th. P. Myers (ed.), Bonner Amerikanistische Studien (special issue), 36, Bonn, pp. 47-62.
(2002b) « Le temps du passage : exister pour vivre. L'entre-deux chez les Ticuna d'Amazonie », L'autre, Cliniques, cultures et sociétés, 3 (1), Ed. La Pensée sauvage, Grenoble, pp.105-122 
(1999) « Figuras matrimoniales ticuna : elementos para un análisis del ‘matrimonio oblicuo’ », Anthropologica, Lima, Año XVII, N° 17, pp. 63-84.
(1998) (& Barry, L.S.), « Un mode de composition de l'alliance: le « mariage oblique » ticuna », Journal de la société des Américanistes, 84-1 : 219-236, Paris. [publicat en llengua espanyola en una versió revisada] 

### Capítols de llibres
(2014) « La mort chez les Tikuna (Amazonie) », La mort et ses au-delà (sota la direcció de M. Godelier), CNRS-Editions, Paris, p. 315-334 
(2012) « El medio-Amazonas a finales del siglo XVIII: un espacio insumiso», Espacios urbanos y sociedades transfronterizas en la Amazonia, Zárate B., (Carlos G. ed.), Universidad Nacional de Colombia Sede Amazonia / Instituto Amazónico de investigaciones Imani Leticia, pp. 45-67 
(2011a) «La sur-face du masque: perpétuation et métamorphose chez les Tikuna», Visages des Dieux, Masques des Hommes, Regards d'Amazonie (J-P Goulard et D. Karadimas eds.), CNRS-Editions, Paris, pp. 129-153
(2010a) «Un horizonte identitario amazónico», Perspectivas antropológicas sobre la Amazonia contemporánea (Chaves, Margarita y Carlos Del Cairo, comp.), Instituto Colombiano de Antropología e Historia/Pontificia Universidad Javeriana, Bogotá, pp.289-308
(2006) « De una a otra arqueología», Pueblos y paisajes antiguos de la selva amazonica, Editorial Universidad Nacional de Colombia, Bogota, pp. 171-185 
(2004) « Du héron cendré au jaguar, ou comment l'identité clanique fait le corps chez les Ticuna », Corps et Affects (F. Héritier et M. Xanthakou ed.), O. Jacob, Paris, pp.77-92.
(2003) « Cruce de identidades. El trapecio colombiano amazónico ». Fronteras. Territorios y metáforas, (C.I. García, comp.), Instituto de Estudios Regionales, Universidad de Antioquia,Medellin, pp. 87-101.
(2002) « Indios de la frontera, Fronteras del indio », Lo transnacional, instrumento y desafío para los pueblos indígenas (F. Morin & R. Santana ed.), Abya-Yala / GRAL, Quito, pp. 51-84.
(2000) « La parole et le livre dans la configuration religieuse d'Amazonie. Chamanisme et messianisme chez les Ticuna », La politique des esprits. Chamanisme et religions universalistes, Société d'ethnologie, Nanterre, pp. 255-282.